# Bannockburn (Illinois)
Bannockburn – wieś w Stanach Zjednoczonych, w stanie Illinois, w hrabstwie Lake.